# Holga
La cámara Holga es una cámara fotográfica de formato medio (120) originaria de Hong Kong. Se distingue por su singular estética de baja resolución técnica, que ha capturado la imaginación de fotógrafos de todo el mundo.
Fabricada con materiales económicos, la Holga está equipada con una lente de menisco simple. Esta configuración a menudo resulta en imágenes que presentan viñeteado, desenfoque, fugas de luz y otras distorsiones ópticas. Estas características únicas han convertido a la Holga en una cámara de culto en ciertos círculos de fotógrafos. Las fotografías tomadas con la Holga han ganado reconocimientos en diversas disciplinas, incluyendo la fotografía artística y el fotoperiodismo. La producción de la cámara Holga cesó en noviembre de 2005.

## Historia
La cámara Holga fue creada por Lee Ting-mo en 1982. Originalmente diseñada para el mercado chino, utilizaba el formato de película 120, que en ese momento era el más común en China. La cámara ofrecía una opción económica y accesible para que la clase trabajadora china capturara momentos familiares y retratos.
Sin embargo, el auge de las cámaras de película de 35 mm y las importaciones de película extranjera desplazaron rápidamente al formato 120 en China. Esto llevó al fabricante a buscar mercados internacionales para la Holga.
Poco después de su introducción en mercados extranjeros, la Holga ganó popularidad entre fotógrafos que valoraban su capacidad para producir imágenes surrealistas y de calidad impresionista en diversos géneros fotográficos. La cámara se convirtió en un sucesor espiritual de la cámara Diana y otras cámaras de juguete, utilizadas previamente para enfoques fotográficos similares.
Una fotografía de Al Gore, tomada por el fotoperiodista David Burnett con una Holga, recibió un premio en 2001 por parte de la Asociación de Fotógrafos de Prensa de la Casa Blanca.
En años recientes, la Holga ha experimentado un resurgimiento en popularidad fuera de China, en parte debido a la creciente tendencia de la contracultura hacia las cámaras analógicas y de juguete. A finales de 2015, la producción de la Holga se detuvo, pero en julio de 2017, Freestyle Photographic Supplies anunció que la producción se había reanudado.

## Lente y ajustes de apertura
La mayoría de las cámaras Holga utilizan un lente de menisco una sola pieza de plástico con una distancia focal de 60mm y utilizan un sistema de enfoque por zonas que puede ajustar desde aproximadamente 1m hasta el infinito. Como cualquier lente de menisco simple, las exposiciones de la Holga son de enfoque suave y presentan aberración cromática. Otras variantes de Holga, señaladas con la letra G en su nombre el modelo, o el nombre WOCA, cuentan con una lente de cristal simple, pero de resto son idénticas en construcción. Desde entonces, el fabricante ha encargado el suministro de las diversas lentes de plástico y cristal a fabricantes de Japón y China.
Hay un control de ajuste de apertura en la cámara con dos posiciones indicadas por pictogramas: soleado y nublado, con un valor nominal de f11 y el f8, respectivamente. Debido a un defecto de fabricación, este parámetro no tiene ningún efecto en las cámaras anteriores a 2009, y la abertura efectiva es de alrededor de f13, dando a la Holga una sola abertura. El problema se resolvió en las cámaras post-2009, permitiendo dos aperturas de f/13 y f/19, y las cámaras anteriores se pueden modificar para proporcionar dos ajustes útiles. Las aperturas f/10 y f/13 funcionan bien con películas de ISO200, mientras que los ajustes de f/13 y f/19 tienden a ajustarse mejor a películas rápidas de alrededor de ISO400.

## Formato de película

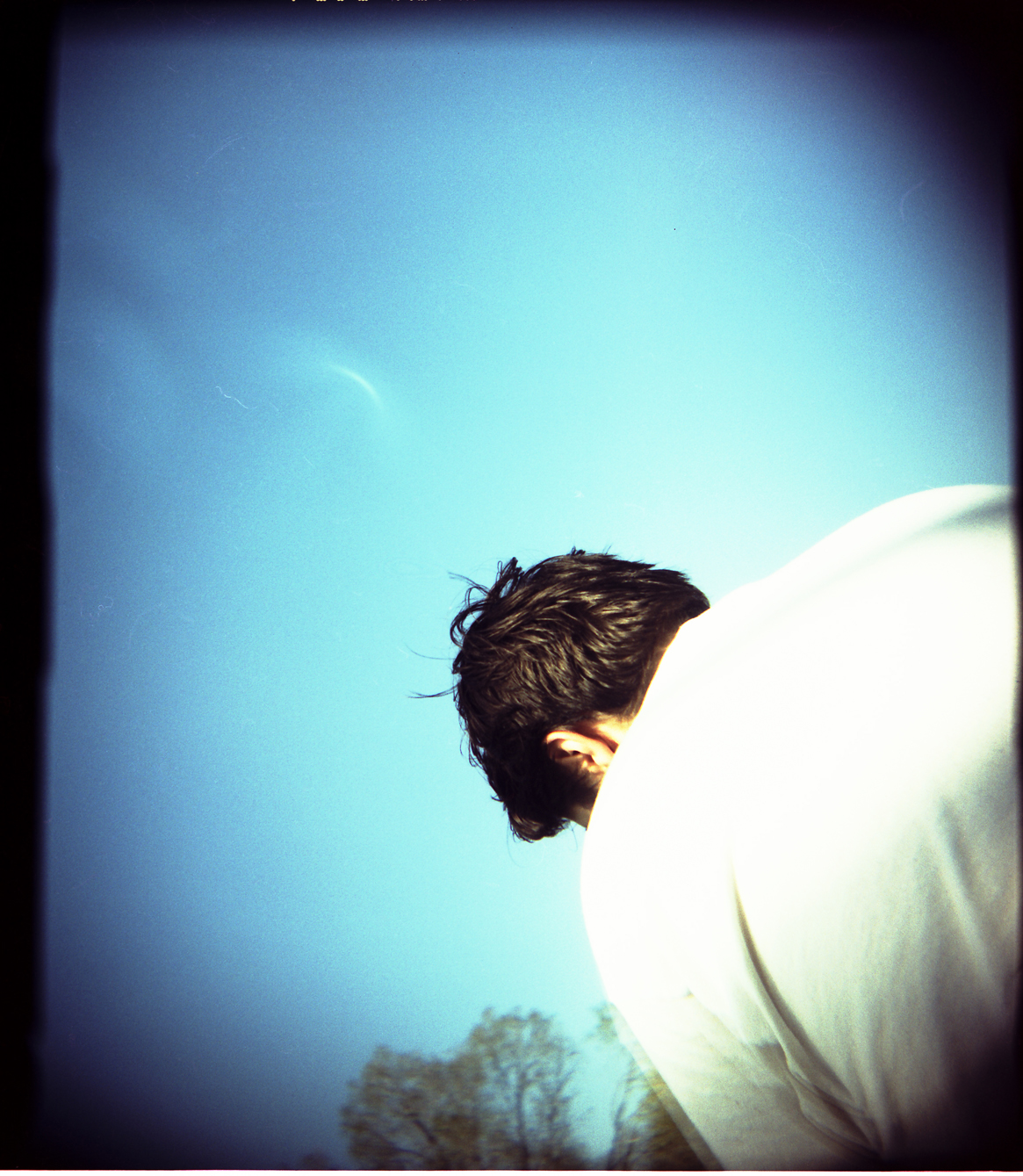
Fotografía tomada con una cámara Holga.

La cámara Holga fue inicialmente diseñada para formatos de película de 6×4,5 cm y 6×6 cm. Sin embargo, se observó que el uso del formato 6x6 resultaba en viñeteado, un oscurecimiento en las esquinas de la imagen. Por esta razón, las primeras versiones de la Holga incluían una máscara que restringía el formato a 6x4,5 cm. Con el tiempo, muchos usuarios optaron por eliminar esta máscara, considerando el viñeteado como un efecto artístico deseable.
Modelos posteriores, como el Holga 120N, ofrecen dos máscaras intercambiables para los formatos 6×4,5 cm y 6×6 cm. Además, la Holga puede ser modificada para utilizar película de 35mm.
La velocidad de obturación de la Holga es aproximadamente de 1/100 de segundo. Dependiendo del formato seleccionado, la cámara puede realizar 16 exposiciones por rollo de película 120 en formato 6x4,5 cm o 12 exposiciones en formato 6x6 cm. La película se avanza manualmente mediante un mando situado en la parte superior de la cámara. Los números de exposición, impresos en el papel protector de la película, son visibles a través de una pequeña ventana roja en la parte trasera de la cámara, marcada por una flecha negra.

## Modificaciones y variantes
Las cámaras Holga son conocidas por su versatilidad para modificaciones, que incluyen:
- Revestimiento interior con pintura negra mate para minimizar las fugas de luz.
- Bloqueo de la ventana roja trasera para evitar fugas de luz en películas pancromáticas.
- Ajuste del interruptor de apertura para variar el tamaño de la apertura ("nublado" o "soleado").
- Sustitución de la lente o del conjunto del obturador por un estenopo, creando la "Pinholga".
- Reemplazo de la lente de plástico por una de vidrio ("Woca") o su completa eliminación.
- Uso de insertos de marco opcionales (4.5×6cm y 6×6cm) en modelos más recientes.
- Inserción de cartón, espuma o fieltro para mantener la tensión adecuada de la película.

### Adaptaciones a otros formatos de película
- Incorporación de una parte trasera de Polaroid ("Holgaroid" o "Polga").
- Uso de película de 35mm para capturar imágenes de "agujero de rueda dentada".
- Adaptación de lentes Holga a cámaras como la Hasselblad y modelos de Canon EOS, Nikon f-mount, Pentax, Sony, Olympus y Minolta.

### Holga TIM
La Holga TIM cuenta con dos lentes de plástico que funcionan simultáneamente, permitiendo la captura de imágenes en 3D.

### ConceptoHolga D
En 2010, el diseñador Saikat Biswas presentó un concepto para una versión digital de la Holga, denominada Holga D. Aunque el concepto no ha sido llevado a producción, generó interés en la comunidad fotográfica.

### Holga Digital
En 2015, se inició una campaña de Kickstarter para financiar la Holga Digital, una versión moderna de la Holga 120. Este modelo incluye una lente de vidrio, ajustes de apertura f/2.8 y f/8, y un sensor CMOS de 8 megapíxeles.

## Accesorios
La cámara Holga ofrece una amplia gama de accesorios que permiten tanto modificaciones físicas como la creación de efectos especiales. Entre estos accesorios se encuentran:
- Adaptador de película de 35 mm: Disponible en dos modelos, incluye una prueba de luz trasera y una máscara para mantener el cartucho de película 135 en su lugar.
- Lente ojo de pez: Genera imágenes con un efecto de ojo de pez circular.
- Soporte de filtro y filtros: Dependiendo del modelo, puede contener uno o dos filtros.
- Holgon Flash: Un flash estándar de tamaño compacto.
- Holgon Strobe Flash: Un flash más grande con capacidad para flash estroboscópico múltiple, útil para exposiciones prolongadas en modo bulbo.
- Bolsas para la cámara: Disponibles en tamaños pequeño y grande para facilitar el transporte.
- Holga Ampliadora: Una ampliadora de cuarto oscuro que viene con dos lentes económicas y diversas máscaras portanegativos, compatibles tanto con formatos de película 120 como 35 mm.

## Modelos

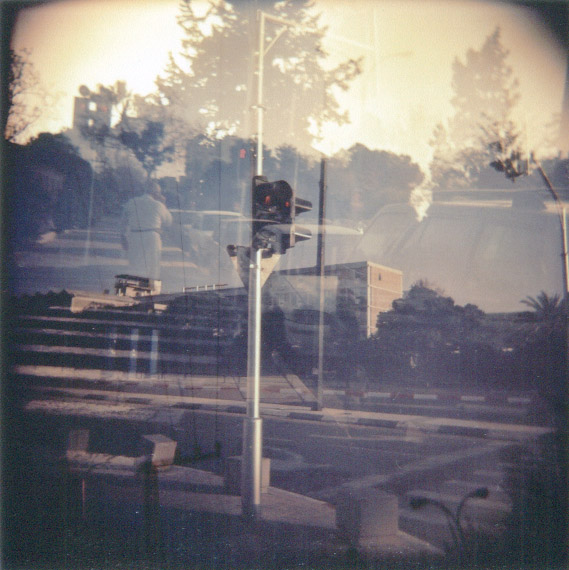

### 120
- Holga 120S - El modelo original, ya descontinuado. Velocidad de obturación fija de 1/100s, foco ajustable desde 1m hasta infinito, lente de menisco de plástico de 60mm, dos posiciones de apertura fijadas en f/11, zapata para flash y máscara de película de 6x4.5cm.
- WOCA - Versión de la 120S con lente de menisco de cristal fabricada en Japón. Sustituida por la Holga 120GN.
- Holga 120N - Modelo actualizado con lente de plástico de 60mm f/8, montura para trípode, modo de exposición B, ventana de contador de película mejorada y una máscara de película adicional de 6x6cm.
- Holga 120SF - Versión de la 120S con flash integrado.
- Holga 120FN - Versión de la 120N con flash integrado.
- Holga 120CFN - Versión de la 120FN con flash de color integrado.
- Holga 120GN - Versión de la 120N con lente de cristal.
- Holga 120GFN - Versión de la 120FN con lente de cristal y flash integrado.
- Holga 120GCFN - Versión de la 120FN con flash de color y lente de cristal.
- Holga 120TLR - Versión de la 120CFN con visor de doble lente reflex (TLR).
- Holga 120GTLR - Versión de la 120TLR con lente de cristal.
- Holga 120PC - Versión estenopeica de la 120N.
- Holga 120WPC - Versión estenopeica panorámica de la 120N.
- Holga 120 3D Stereo Camera - Con dos lentes en un cuerpo más ancho.
- Holga 120 3D Stereo Pinhole Camera - Con dos lentes estenopeicas en un cuerpo más ancho.
- Holga 120 Pan Panoramic Camera - Cámara panorámica de ángulo amplio.

### 110
- Holga Micro 110 - Versión con formato estándar 110 (26mm).
- Holga 110 TFS - Versión de 110 con lente intercambiable y formato tele.

### 24 × 36 mm

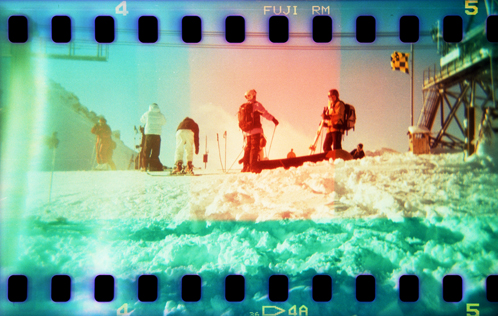
Película de 35 mm tomada con una cámara Holga.

- Holga 135 - Versión para película de 35 mm.
- Holga 135BC - Versión de 35 mm con lente de plástico y efecto de viñeteado.
- Holga 135PC - Versión estenopeica de la 135BC.
- Holga 135AFX - Versión con enfoque automático y carga automática de película.
- Holga K202 - Versión temática en forma de cara de gato.
- Holga K200N - Versión compacta de 35 mm con flash de color.
- Holga K200NM - Versión del K200N con visor de ojo de pez.
- Holga 135TIM - Versión de 35 mm de formato medio cuadro.
- Holga 135TLR - Versión de 35 mm con visor de doble lente reflex.
- Holga 135PAN - Versión panorámica de 35 mm.

### Lentes Holga digitales
- Holga HL-C - Lente de 60mm f/8 para cámaras Canon con montura EF.
- Holga HL-N - Lente de 60mm f/8 para cámaras Nikon con montura F.
- Holga HL-O - Lente de 60mm f/8 para cámaras Olympus con montura Cuatro Tercios.
- Holga HL-P - Lente de 60mm f/8 para cámaras Pentax con montura K.
- Holga HL-S - Lente de 60mm f/8 para cámar